# Risefronta albicincta
Risefronta albicincta är en insektsart som beskrevs av Li och Wang 2001. Risefronta albicincta ingår i släktet Risefronta och familjen dvärgstritar. Inga underarter finns listade i Catalogue of Life.